# 구포동 (부산)

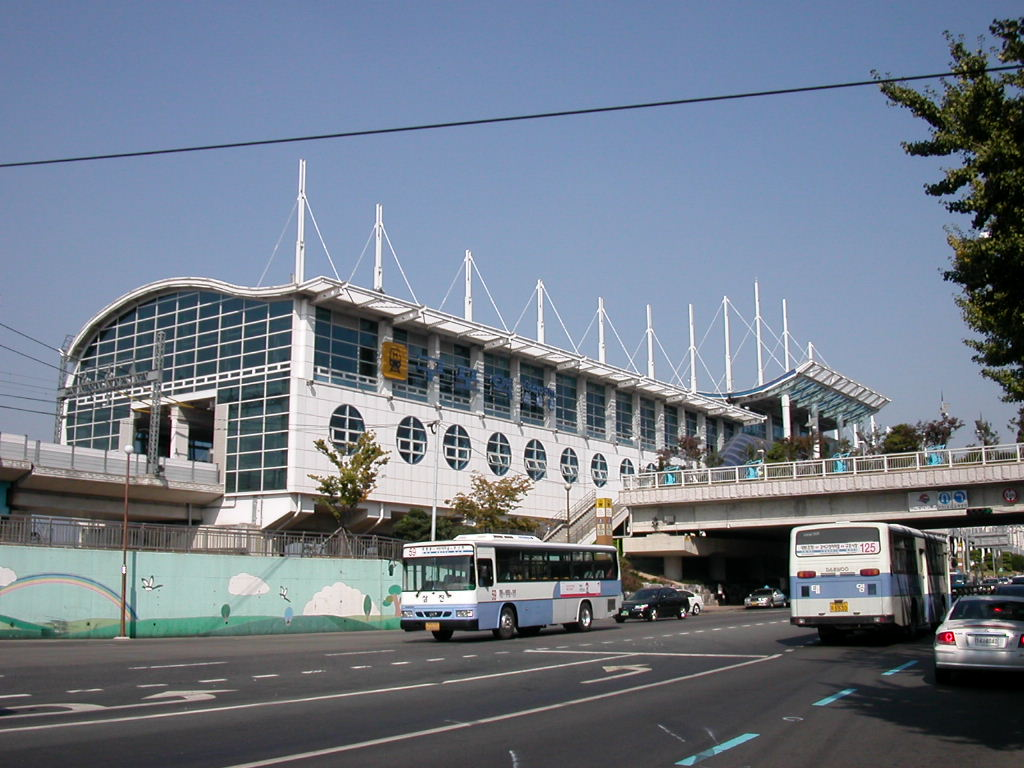
부산 도시철도 3호선 구포역

구포동(龜浦洞)은 부산광역시 북구의 법정동으로, 북구청이 위치해 있다.

## 동명 유래
구포(龜浦)라는 지명은 거북龜자로 시작되므로 거북이에 대한 이야기가 전해 내려오고 있다. 그 중에서 《양산군지(梁山郡誌)》에 나오는 구포에 관한 기록은 “창(倉)“을 설치하였으므로 남창(南倉)이라고 하며 범방산(泛舫山) 한 줄기가 낙동강을 향하여 머리에 돌을 이고 있는 모습이 거북이와 같다.는 연유에서 구포 지명의 유래를 밝히고 있다.
여기에 나오는 범방산은 백양산(운수산) 줄기로서 강변쪽으로 뻗어내린 구포의 남쪽 구남마을 뒷산을 말한다. 현재 모라동 쪽에서 구포도서관, 백양고, 구포중, 모라중이 들어 서 있는 곳으로 뻗어내려 구포초등학교까지 이어지는 산이다.
이 산의 형상을 강 건너쪽 멀리서 바라보면 거북이의 머리와 몸체를 그대로 빼어 놓은 것처럼 닮아 보인다. 범방산 능선에는 온갖 바위들이 소나무와 얽혀 군집해 있는데 《양산군지》의 기록처럼 머리에 돌을 이고 있는 듯한 모습을 보이고 있는 것이다. 그리고 범방산을 구포 본 동네에서 쳐다보면 산등성이에 거북이 형상을 한 큰 바위가 산으로 오르는 모습을 하고 있다.
이처럼 거북이 형상을 한 산줄기에 거북바위까지 있어 구포사람들은 이 산을 거북산이라고 부르는데 구포의 지명이 여기에서 왔다는 것이다. 옛날 바다의 거북이가 겨울에도 따뜻한 기운이 있어 이를 보고 사람들이 바다의 거북이가 물가 모래밭에 구멍을 파고 겨울잠을 자면서 쉬어가는 곳이다 하여 구포의 지명에 유래를 들고 있다. 그래서 거북이가 쉬어가는 갯가로서 "거부개"즉 "龜浦"라는 것이다.
조선시대 구포를 감동진, 감동나루로 불러왔는데 이 감동진나루는 낙동강 3대 나루터의 한 곳으로 수로교통과 교역의 시발지로서 강변 언덕위에는 정부의 세곡(稅穀)을 보관하는 남창(南倉)이 설치되어 있었다. 그래서 구포 감동나루가 있는 이곳의 행정지명이 양산군 좌이면
남창리로 나와 있다.
남창을 배경으로 강변에서부터 안쪽 넓은 공터에서 구포장(場)이 섰는데 장타령에 나올만큼 큰 장터였고 곡물선과 상선, 어선들이 드나들면서 크게 번창했는데 근세에 이르기까지 낙동강 수로교통의 시발지로서 구포는 널리 알려져 왔다.

## 역사
- 1943년 10월 1일 경상남도 동래군 구포읍 구포리
- 1963년 1월 1일 부산직할시 부산진구 구포동
- 1978년 2월 15일 부산직할시 북구 구포동
- 1979년 8월 8일 부산직할시 북구 구포동을 구포1동과 구포2동으로 분동
- 1994년 7월 1일 구포1동에서 구포3동 분리
- 1995년 1월 1일 부산광역시 북구 구포1동, 구포2동, 구포3동

## 교육
- 부산과학기술대학교

## 주거

### 아파트
- 유림E&C 구포 유림노르웨이숲 (구포동) : 2005년 6월 입주.

## 교통
- 경부선 구포역 (KTX 정차)
- 부산 도시철도 2호선 구명역, 구남역
- 부산 도시철도 3호선 구포역

## 문화재
- 부산 구포동 당숲: 천연기념물 제309호